# نهج الفصاحه
نهج‌الفصاحه کتابی است که حاوی کلمات قصار و خطبه‌های محمد در اخلاق و فضایل اخلاقی است که به کوشش ابوالقاسم پاینده گردآوری و ترجمه شده‌است.
دلیل نام‌گذاری این مجموعه به نهج‌الفصاحه به سبب گفته‌ای از محمد است که گفته‌است: «انا افصح العرب» به معنی «من فصیح‌ترین فرد عرب هستم».

## موضوع
پاینده سخنان محمد را در موضوع فضایل و اخلاق گردآوری کرده‌است. وی از آوردن احادیث فقهی و… خودداری کرده‌است. مؤلف خود دربارهٔ موضوع کتاب و نیز دقتی که به کار برده‌است می‌گوید:
من این مجموعه از حدیث شریف پیمبر را ضمن فحص و بحث متون به سال‌ها پرداختم و چیزی از نقد عمر بر آن صرف کردم و در نقد آن به امکان خویش کوشیدم و اگر با همه دقت از آن غفلت که در نهاد انسان هست حدیثی ناسره در این میان آمده مشوش نیستم که چیزی به عمد بر پیمبر نبسته‌ام و نقل حدیث دیگران با علم به ضعف نکرده‌ام و هم مجوز دیگر داشته‌ام که مجموعه ما احادیث حلال و حرام نیست، حدیث خیر و فضیلت و صلاح و کمال است و ائمه سلف تساهل در اسناد این گونه احادیث را به اتفاق روا داشته‌اند.
بعضی از کلمات این مجموعه در ردیف کلمات قصار علی بن ابی‌طالب نیز نقل شده و در بعضی موارد در مفهوم معنی و حتی لفظ شبیه هم هستند. پاینده این توارد را چنین بیان می‌کند:
توارد بسیاری از کلمات و اخبار منتسب به علی با احادیث و کلمات پیامبر دیده می‌شود، که در گمان بعضی‌ها این نتیجه اشتباه راویان است؛ ولی حقیقت این است که تقارب و تشابه معنوی که میان محمد و علی وجود دارد، این تشابه را به وجود آورده‌است.
پاینده احادیث و خطبه‌ها را به فارسی ترجمه و روبه روی احادیث در یک صفحه قرار داده‌است. ترجمه این مجموعه روان و ساده صورت گرفته‌است. تاریخ نگارش کتاب سال ۱۳۲۴ شمسی بوده‌است.

## ساختار کتاب
کتاب شامل ۳۲۲۷ حدیث است به همراه دو ضمیمه؛ ضمیمه اول خطبه‌هایی از محمد و ضمیمه دوم تمثیلات وی است.
پاینده همچنین مقدمه‌ای مفصل نگاشته‌است و در آن به تبیین انگیزه نگارش نهج‌الفصاحه، فصاحت پیامبر، تاریخ پیامبر و موضوعات دیگر پرداخته‌است.
ترتیب و چینش احادیث این کتاب به ترتیب الفبایی و بر اساس حرف اول از کلمه آغازین حدیث بوده‌است. در ترجمه‌ها و تنظیم‌های بعدی، احادیث کتاب را بر اساس موضوع آنها دسته‌بندی کرده‌اند.

## نشر
نهج‌الفصاحه، در یک جلد به زبان عربی به همراه ترجمه فارسی، در سال ۱۳۲۴ برای نخستین بار منتشر شد. ترجمه فارسی روبه روی احادیث در یک صفحه به چاپ رسیده‌است. در سال ۱۳۳۶، به همراه مقدمه‌ای مفصل از نویسنده مجدداً منتشر شد. سازمان انتشارات جاویدان، کتاب را در سال ۱۳۶۲ برای بار دوّم به چاپ رساند.
کتاب در سال‌های بعد با فصل‌بندی‌ها و ترجمه‌های جدید توسط ناشران مختلفی به چاپ رسیده‌است؛ مانند (به ترتیب زمان نشر):
- رهگشای انسانیت، سخنان گهربار رسول، ترجمه ابراهیم احمدیان، قم، گلستان ادب، ۱۳۸۱.
- نهج الفصاحه: کلمات قصار پیامبر اسلام همراه با فهرست تفصیلی، نمایه موضوعی و…، به کوشش علی شیروانی، قم، دارالفکر.
- نهج الفصاحه: مجموع سخنان و خطبه‌های رسول، گردآورنده ابوالقاسم پاینده، تصحیح و تنظیم عبدالرسول پیمانی و محمدامین شریعتی، اصفهان، خاتم‌الانبیاء، ۱۳۸۳.
- نهج الفصاحه: ترجمه احمد بان پور، مشهد، انتشارات استوار، ۱۳۹۳.

کتاب شريف نهج الفصاحه براي نخستين بار با دستخط منسوب به  محمد بن عبدالله در سال 1398 در 464 صفحه آماده و به کتابخانه آستان قدس رضوي اهدا شده است . نامه‌های محمد به سران کشورها  که در سال 6 هجري قمري به حاکمان وقت جهت ابلاغ رسالت ارسال شده ، اکنون در چند موزه معتبر دنيا نگهداري ميشوند و قلم رسالت بوسيله استخراج رسم الخط موجود در اين نامه ها توليد شده است . پيش از اين يک جلد قرآن  و يک جلد خطبه غدير نيز با دستخط منسوب به پیامبر اسلام بوسيله "قلم رسالت" توسط حميد رابعي آماده و به کتابخانه آستان قدس رضوي اهدا شده است.